# Lincoln L-Series
La L-Series è un'autovettura prodotta dalla Lincoln dal 1921 al 1930. È stato il primo modello prodotto dalla casa automobilistica citata.

## Il contesto

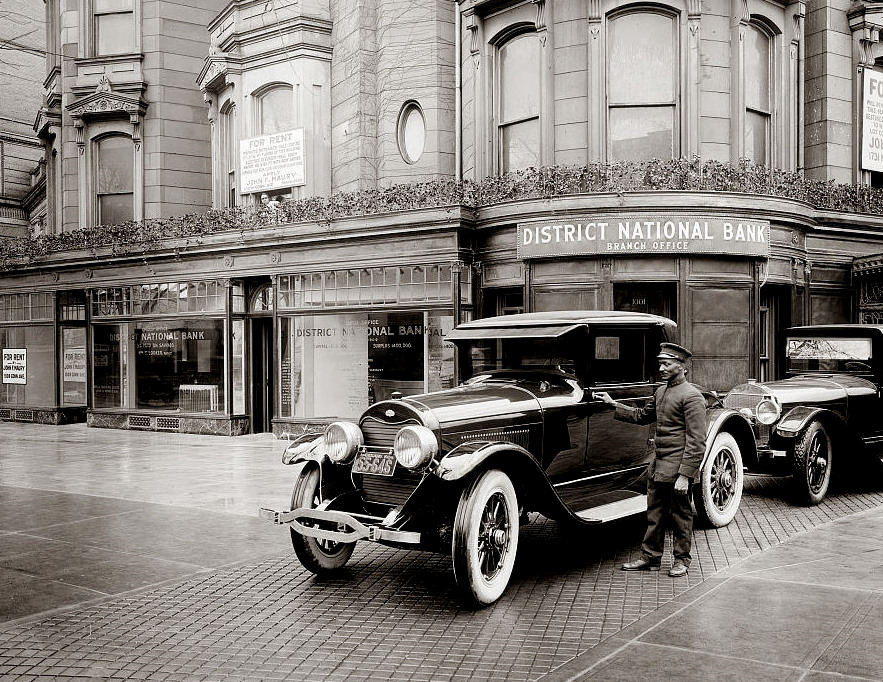
Una Lincoln L-Series coupé del 1923

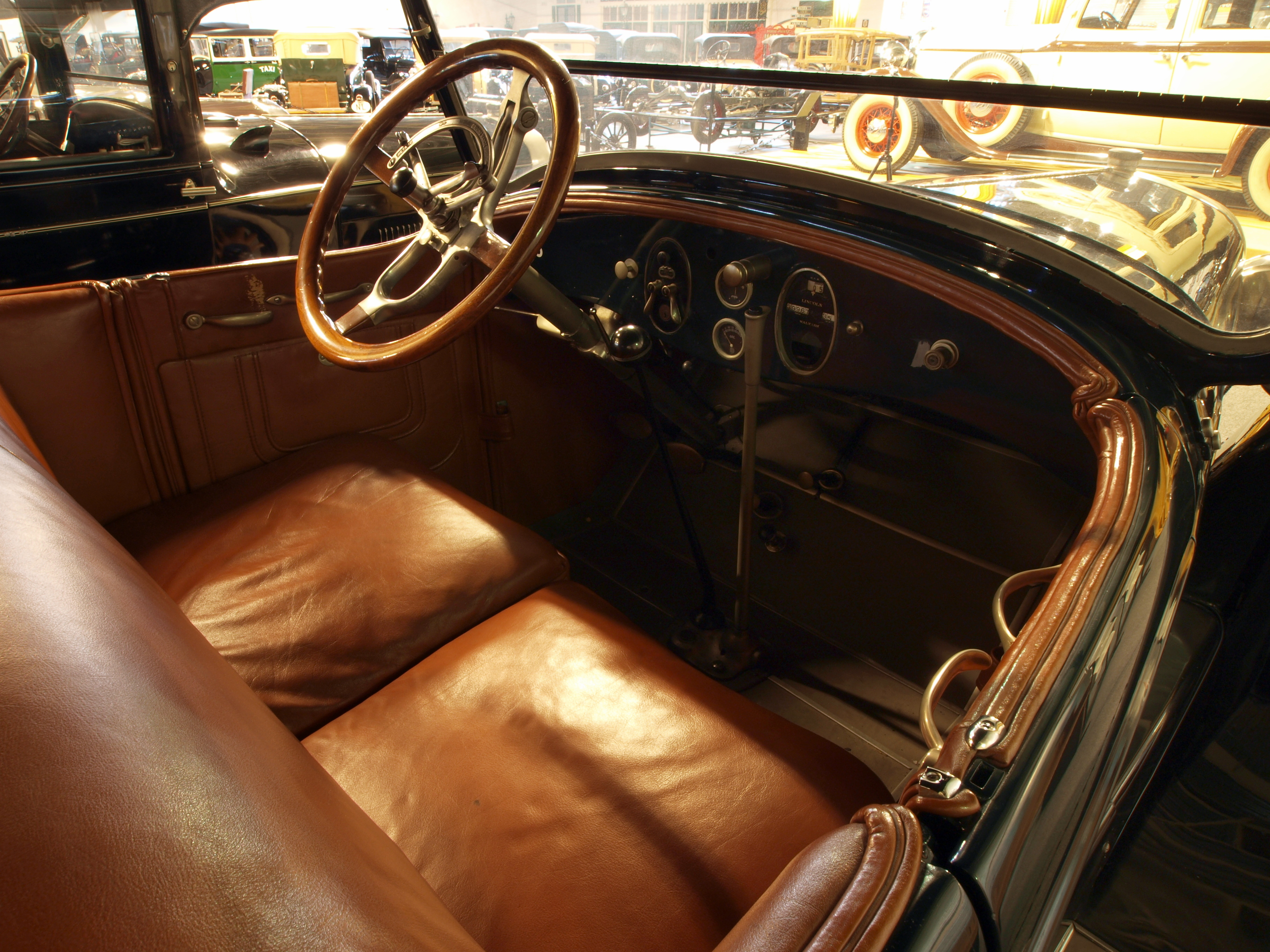
Gli interni di una Lincoln L-Series del 1923

La L-Series fu prodotta a Detroit e venne lanciata sui mercati poco dopo la fine della prima guerra mondiale. Durante il conflitto, l'industria automobilistica statunitense aveva convertito i propri impianti per la produzione bellica e la Lincoln, in particolare, produceva motori aeronautici Liberty. Dopo il ritorno alla produzione civile, la neonata casa automobilistica statunitense introdusse sui mercati il suo primo modello di autovettura.

## Storia
La linea della L-Series fu disegnata Angus Woodbridge, che era il genero di Henry M. Leland, cioè del fondatore della Lincoln. Woodbridge all'epoca lavorava come modista e dotò la L-Series di una linea conforme a quella in voga sui modelli contemporanei. Nei primi anni in cui venne prodotta, la L-Series ebbe vita dura sui mercati a causa della recessione conseguente al conflitto.
La L-Series era dotata di un motore V8 a valvole laterali da 5.863 cm³ di cilindrata che erogava 81 CV di potenza, e di un cambio manuale a tre rapporti. L'angolo tra le bancate dei cilindri era di 60° mentre il passo della vettura era di 3.302 mm.
Nel 1922 la Lincoln venne venduta alla Ford e dopo pochi mesi la nuova proprietà riprogettò il corpo vettura del modello. Sotto la guida della Ford, la L-Series fu irrobustita e venne dotata di ammortizzatori idraulici. Inoltre, la potenza del motore crebbe a 90 CV mentre il passo fu incrementato a 3.454 mm. In questi anni, grazie all'intervento della Ford sulle tecniche utilizzate per realizzare l'assemblaggio del modello, la L-Series venne immessa sul mercato ad un prezzo di circa 1.000 dollari.
Nel 1924 la L-Series fu oggetto di un restyling nell'occasione del quale fu rivista la linea. Inoltre, venne dotata di un radiatore rivestito di nichel. Nel 1925 furono eliminate le luci alla base del parabrezza, mentre i paraurti anteriori e posteriori vennero offerti di serie. Nel 1926 la vettura rimase pressoché immutata a parte alcune modifiche minori eseguite sugli interni.
Nel 1927 alla L-Series vennero rimpicciolite le ruote. Nell'anno citato, i freni meccanici sulle quattro ruote vennero compresi nell'equipaggiamento standard. Il quadro strumenti fu dotato di una forma ovale. Nel 1928 la cilindrata del motore venne aumentata a 6.306 cm³, sebbene la potenza erogata fosse rimasta inalterata a 90 CV. Nel 1929 furono invece installati un vetro di sicurezza e due tergicristalli sul parabrezza. Nel 1930 la L-Series uscì di produzione.

## Esemplari prodotti
| Anno | Esemplari |
| ---- | --------- |
| 1921 | 2.957     |
| 1922 | 5.512     |
| 1923 | 7.875     |
| 1924 | 7.053     |
| 1925 | 8.541     |
| 1926 | 8.787     |
| 1927 | 7.149     |
| 1928 | 6.362     |
| 1929 | 7.672     |
| 1930 | 3.212     |

In totale, furono ne prodotti 65.120 esemplari.